# Embaixada do Brasil em Iaundé
A Embaixada do Brasil em Yaoundé é a representação oficial do Brasil na República do Cameroun (antigamente, Camarões, termo ainda utilizado na vertente de Portugal da língua portuguesa). A missão diplomática brasileira em Iaundê se encontra no endereço (em francês): Rue 1828, Bastos (derrière l'Hôtel Azur), Yaoundé.
Observação: A grafia do nome da capital da República do Cameroun é "Iaundê". A grafia "Yaoundé", francesa, é amplamente utilizada, de vez que se trata de país francófono.
Quando ao nome do país, o termo Camarões deixou de ser utilizado mundialmente desde que a Alemanha passou a manter uma relação de domínio sobre o país, que passou a chamar-se "KAMERUN". O país possui hoje duas grafias oficiais: "Republic of Cameroon" (inglês) e "République du Cameroun (francês).
Na década de noventa, o Governo camaronês pediu ao Governo brasileiro que passasse a utilizar oficialmente o nome "CAMEROUN", que - por cortesia e por reconhecer o desejo do país de utilização da fonética (som) do nome oficial ("Cameroon" ou "Cameroun") - o Governo brasileiro passou a adotar.